# Flemington (Virgínia Ocidental)
Flemington é uma cidade  localizada no estado norte-americano de Virgínia Ocidental, no Condado de Taylor.

## Demografia
Segundo o censo norte-americano de 2000, a sua população era de 287 habitantes.
Em 2006, foi estimada uma população de 290, um aumento de 3 (1.0%).

## Geografia
De acordo com o United States Census Bureau tem uma área de
0,8 km², dos quais 0,8 km² cobertos por terra e 0,0 km² cobertos por água.

## Localidades na vizinhança
O diagrama seguinte representa as localidades num raio de 16 km ao redor de Flemington.